# Pasgen ap Cyngen
Pasgen ap Cyngen (500? - 540?) était un roi de Powys (est du Pays de Galles).
Pasgen était le fils aîné de Cyngen le Renommé dont il hérita du royaume de Powys vers 530. Ayant vécu au milieu d'une des périodes les plus sombres des siècles obscurs, on ne sait quasiment rien de ce roi, pas même ses dates de règne, naissance et mort.
À sa mort, ce fut son fils Morgan ap Pasgen qui lui succéda.